# Кубок Шотландії з футболу 1925—1926
Кубок Шотландії з футболу 1925–1926 — 48-й розіграш кубкового футбольного турніру у Шотландії. Титул вперше здобув Сент-Міррен.

## Третій раунд
| Команда 1                     | Рахунок | Команда 2          |
| ----------------------------- | ------- | ------------------ |
| 20 лютого 1926                |         |                    |
| Абердин (1)                   | 2:2     | Сент-Джонстон (1)  |
| Безгейт (2)                   | 2:5     | Ейрдріоніанс (1)   |
| Дамбартон (2)                 | 3:0     | Клайд (2)          |
| Фолкерк (1)                   | 0:2     | Рейнджерс (1)      |
| Гарт оф Мідлотіан (1)         | 0:4     | Селтік (1)         |
| Грінок Мортон (1)             | 1:0     | Альбіон Роверз (2) |
| Сент-Міррен (1)               | 2:1     | Партік Тісл (1)    |
| Терд Ланарк (2)               | 4:0     | Бріхін Сіті (3)    |
| 24 лютого 1926 (перегравання) |         |                    |
| Сент-Джонстон (1)             | 0:0 дч  | Абердин (1)        |
| 1 березня 1926 (перегравання) |         |                    |
| Абердин (1)                   | 1:0     | Сент-Джонстон (1)  |

## Чвертьфінали
| Команда 1                      | Рахунок | Команда 2        |
| ------------------------------ | ------- | ---------------- |
| 6 березня 1926                 |         |                  |
| Селтік (1)                     | 6:1     | Дамбартон (2)    |
| Грінок Мортон (1)              | 0:4     | Рейнджерс (1)    |
| Сент-Міррен (1)                | 2:0     | Ейрдріоніанс (1) |
| Терд Ланарк (2)                | 1:1     | Абердин (1)      |
| 10 березня 1926 (перегравання) |         |                  |
| Абердин (1)                    | 3:0     | Терд Ланарк (2)  |

## Півфінали
| Команда 1       | Рахунок | Команда 2     |
| --------------- | ------- | ------------- |
| 20 березня 1926 |         |               |
| Селтік (1)      | 2:1     | Абердин (1)   |
| Сент-Міррен (1) | 1:0     | Рейнджерс (1) |

## Фінал
| 10 квітня 1926 15:00 (CET) |

| Сент-Міррен (1) | 2:1 | Селтік (1) |
| --------------- | --- | ---------- |
| Маккре Гоувісон |     |            |

| Гемпден-Парк, Глазго Глядачів: 98 000 |